# Oxford Union
L'Oxford Union (o Oxford Union Society), és una societat privada de debat britànica, situada a la ciutat d'Oxford, Anglaterra. Els seus membres procedeixen sobretot, però no exclusivament, de la Universitat d'Oxford. Fundada el 1823, és la tercera associació més antiga després de la Cambridge Union Society i la University of St Andrews Union Debating Society.
Es va guanyar una reputació a tot el món per la intensitat dels seus debats, de manera que es va convertir en un valuós lloc de formació per a molts futurs polítics britànics.
L'Oxford Union és una organització germana de la Conferència Olivaint de Bèlgica.

## Oradors notables

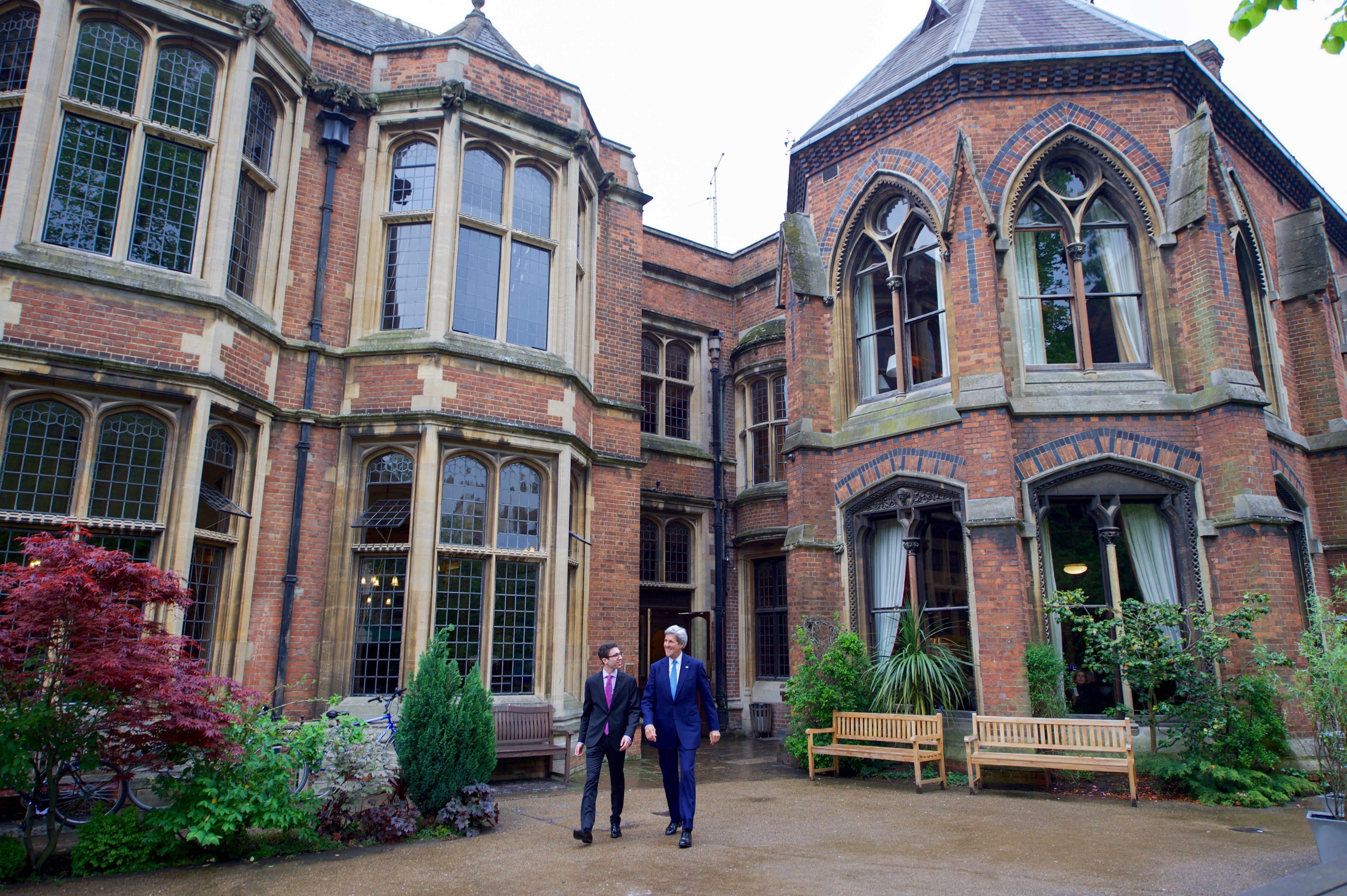
John Kerry, ExSecretari d'Estat dels Estats Units al costat de l'expresident de la Unió en el jardí d'Oxford Union.

- Exprimers ministres de Regne Unit com Winston Churchill, Edward Heath, Margaret Thatcher i John Major; expresidents dels Estats Units com Richard Nixon, Jimmy Carter, Ronald Reagan i Bill Clinton.
- Els científics Richard Dawkins, Stephen Hawking i Albert Einstein
- Els músics Barry White, Gerard Way, Corey Taylor i Lang Lang
- Els futbolistes Diego Maradona i Paul Gascoigne[2]